# Aphanopetalum
Aphanopetalum és un gènere de plantes amb flors amb arbusts i lianes dins la família Aphanopetalaceae. És endèmic d'Austràlia.
Aquest gènere s'ubica sol a la família Aphanopetalaceae, la qual pertany a l'ordre Saxifragales. Fins fa poc aquesta família s'ubicava dins l'ordre Oxalidales, i anteriorment aquest gènere s'ubicava dins la família Cunoniaceae, també dins l'ordre Oxalidales.
Hi ha dues espècies:
- Aphanopetalum clematideum (Harv.) Domin, endemisme dels penya-segats calcaris del sud-oest d'Austràlia
- Aphanopetalum resinosum Endl. - Gum Vine, endemisme del sud de Queensland i de Nova Gal·les del Sud